# Proto-supercúmulo Hyperion
El proto-supercúmulo Hyperion es el proto-supercúmulo más antiguo y más grande cuyo descubrimiento se anunció a fines de 2018.

## Descubrimiento
El descubrimiento fue anunciado a finales de 2018.
El equipo de descubrimiento de la Universidad de Bolonia, dirigido por Olga Cucciati, utilizó métodos de astrofísica computacional y astroinformática. Las técnicas estadísticas se aplicaron a grandes conjuntos de datos de corrimientos al rojo de galaxias, utilizando una teselación Voronoi bidimensional para correlacionar la interacción gravitacional (virialización) de estructuras visibles. La existencia de estructuras no visibles (materia oscura) fue inferida.
La correlación se basó en los datos de desplazamiento al rojo capturados en un levantamiento del cielo llamado VIMOS-VLT Deep Survey, utilizando el instrumento del espectrógrafo de objetos múltiples visibles (VIMOS) del Very Large Telescope en Chile, y otras encuestas en menor medida. Se seleccionaron datos de desplazamiento al rojo espectroscópico para 3,822 objetos (galaxias).
El descubrimiento fue publicado en Astronomy & Astrophysics en septiembre de 2018.

## Descripción física
Se estima que la estructura pesa 4.8 × 10 15 masas solares (alrededor de 1,000-2,000 veces la masa de la Vía Láctea) y que se extienden 60  Mpc × 60 Mpc × 150 Mpc (196  Mly × 196 Mly × 489 Mly). Se encuentra dentro del campo de dos grados cuadrados (COSMOS) de la constelación Sextans. El desplazamiento al rojo de Hyperion es z = 2.45 poniéndolo a 11 mil millones de años luz de la Tierra; existía a menos del 20% de la edad actual del Universo.

## Uso en cosmología
El supercúmulo contiene materia oscura, evidenciada por una falta de coincidencia entre los objetos visibles en ella y su enlace gravitacional computado. Como una reliquia del Universo primitivo, los datos de materia oscura podrían usarse para probar teorías cosmológicas. Como señalan los autores del artículo de 2018, "la identificación de proto-agrupamientos masivos/complejos con un alto desplazamiento al rojo podría ser útil para dar restricciones en simulaciones de materia oscura" del modelo Lambda-CDM.